# Област Јаејама
Област Јаејама (јап. 八重山郡) Yaeyama-gun (на језику Јаејама Yaima (Јаима), на језику Окинава Eema (Ема)) се налази у префектури Окинава, Јапан. Област покрива сва Острва Јаејама осим острва Ишигаки и спорна острва Сенкаку.
2003. године, у области Јаејама живело је 5.579 становника и густину насељености од 15,37 становника по км². Укупна површина је 362,89 км².

## Вароши и села
Област Јаејама се састоји од следећих села:
- Такетоми
- Јонагуни

## Саобраћај
У области има два аеродрома, Аеродром Хатерума на Хатерума острву у Такетомију и Аеродром Јонагуни у Јонагунију.